# Jacques Graindorge (Geistlicher)
Jacques Graindorge (* 1602 in Caen; † 25. Mai 1680 in der Abtei Fontenay) war ein französischer Geistlicher.

## Leben
Jacques Graindorge entstammte einer angesehenen Familie, die in Caen in der Normandie ansässig war und deren Mitglieder vor allem im 17. Jahrhundert hervortraten. Er widmete sich dem geistlichen Stand und trat nach der Beendigung seiner Studien 1621 in den Benediktinerorden ein. Während seines Aufenthalts in der Abtei Fontenay, wo er auch seine Probezeit bestand, suchte er die Kenntnisse in der Astronomie, die er unter der Leitung Gilles Macés, eines Advokaten und Lehrers der Mathematik an der Universität Caen, erworben hatte, zu erweitern. Er geriet aber wie viele andere Astronomen seiner Zeit auf den Abweg der Astrologie.
Graindorge glaubte eine sichere Methode zur Längenbestimmung auf dem Meer gefunden zu haben und kündigte in mehreren Programmen seine Entdeckung an, die er aber wie ein Geheimnis hütete. Da der Gegenstand für die Seefahrer sehr wichtig war, erhielt er auf den Wunsch des Königs von den Oberen seines Ordens 1669 den Befehl, sich nach Paris zu begeben und seine Entdeckung der Akademie der Wissenschaften mitzuteilen. Zugleich wurde ihm eine beträchtliche Belohnung in Aussicht gestellt, wenn seine Methode richtig und ausführbar befunden werden sollte. Die Akademie erklärte jedoch sogleich, dass das neue System nur auf Sterndeuterei fuße und also wissenschaftlich nicht relevant sei. Graindorge war über diese Entscheidung beleidigt und versuchte seine Entdeckung in seiner Schrift Mercurius invisus, sed tamen prope solem observatus (1674) zu rechtfertigen, trug dadurch aber bei den Sachkundigen nur zur Bestätigung des Urteils der Akademie bei.
Nachdem Graindorge einige Zeit die Stelle eines Priors von Culey bekleidet hatte, zog er sich wieder, um ungestört seinen Forschungen und astrologischen Interessen nachgehen zu können, in die Abtei Fontenay zurück, in der er am 25. Mai 1680 im Alter von 78 Jahren starb.